# Search and Destroy
Search and Destroy — песня прото-панк-группы The Stooges, ставшая их первым синглом после выхода «Down on the Street» в 1970-м и единственным из альбома Raw Power. Песня вышла в 1973 году. Это наиболее известная песня из альбома и одна из самых популярных песен Stooges; она вошла в сборник лучших вещей Игги Попа A Million in Prizes: The Anthology. В 1997 году, как и остальные песни из альбома Raw Power, «Search and Destroy» была ремикширована и переиздана Игги Попом и Брюсом Дикинсоном; результатом стала более откровенная и агрессивная версия композиции, чем оригинальный микс Дэвида Боуи.

## Обзор
Песня названа в честь американской военной стратегии времён войны во Вьетнаме, «найти и уничтожить». По словам Игги Попа, идея песни пришла ему из заголовка статьи в журнале Time, посвящённом Вьетнамской войне. В тексте содержится целый ряд отсылок на события этой войны: «heart full of napalm» (рус. сердце, полное напалма), «love in the middle of a firefight» (рус. любовь посреди обстрела). Темой песни является человек, которому нечего терять — как поётся в припеве, «world’s forgotten boy / The one who searches only to destroy» (рус. потерянный мальчик мира, тот, кто ищет лишь чтобы уничтожить). Яркий рифф, придуманный под влиянием The Rolling Stones, агрессивная ритм-секция, а также общее настроение — нигилистичное, саморазрушительное, отчаянное — и содержание слов песни позволяют считать её одним из наиболее близких к панк-року сочинений группы. Фраза «street walking cheetah» (рус. бродящий по улицам гепард) является отсылкой на пятнистый жилет из шкуры гепарда и с изображением гепарда на спине, в которой Игги любил ходить по Лондону. А «heart full of napalm» пришла ему в голову в качестве интерпретации песни The Yardbirds «Heart Full of Soul».
Песня дала название влиятельному панк-журналу 1970-х, выходившему в Сан-Франциско. У лидера хардкор-группы Black Flag Генри Роллинза есть татуировка в виде картинки с подписью «Search and Destroy». Первые строчки текста были использованы в качестве цитаты для буклета дебютного альбома шведской панк-группы Backyard Babies Diesel and Power. Скейтбордердская команда «Skate and destroy» получила своё название от этой песни. «Search and Destroy» звучит в играх True Crime: New York City, Tony Hawk's American Sk8land, Tony Hawk's American Wasteland и Guitar Hero II. Также песня использована в фильме Уэса Андерсона «Водная жизнь Стива Зиссу» и в промокампании фирмы Nike, привязанной к олимпиаде 1996 года.
«Search and Destroy» была перепета множество раз, в том числе группами Cursed, EMF, Sex Pistols (а также Сидом Вишезом сольно), The Flowers of Romance, Samiam, Rocket From The Tombs, Everclear. Немного ускоренная версия песни в исполнении The Dictators вошла в их альбом 1977 года Manifest Destiny и часто исполняли её на концертах. Версия The Dead Boys была выпущена отдельным синглом в 1977 году. Во время сессий для альбома Blood Sugar Sex Magik песню записали Red Hot Chili Peppers; она вошла би-сайдом на их синглах «Give It Away» и «By the Way», компиляцию The Beavis and Butt-head Experience, а позже — на трибьют Игги Попу We Will Fall: The Iggy Pop Tribute. Кавер «Search and Destroy» в исполнении Def Leppard вошёл на EP с бонус-треками к альбому 2006 года Yeah!. Emanuel записали кавер-версию для саундтрека к игре Tony Hawk's American Wasteland. В 2011 году Skunk Anansie записали кавер-версию, которая вошла в саундтрек к фильму Sucker Punch.
В 2004 году журнал Rolling Stone поместил песню на 468 место в списке «500 величайших песен всех времён».

## Список композиций

### Промосингл
1. Search and Destroy (моноверсия)
2. Search and Destroy (стереоверсия)

### В США
1. Search and Destroy
2. Shake Appeal

### В Японии
1. Search and Destroy
2. Raw Power

### Переиздание 2005 года
1. Search and Destroy
2. Penetration